# Euphorbia bwambensis
Euphorbia bwambensis là một loài thực vật thuộc họ Euphorbiaceae. Loài này có ở Cộng hòa Congo và Uganda.